# Peter Dieterle
Peter Dieterle (* 8. März 1935 in Leisnig) ist ein deutscher Mediziner und Diabetologe.

## Leben
Dieterle promovierte 1960 in München. 1970 folgte die Habilitation. Er war Chefarzt am Städtischen Krankenhaus München-Neuperlach, wo er ein Gefäßzentrum sowie die Abteilung Angiologie gegründet hat, und von 1976 an außerplanmäßiger Professor an der Universität München. Schwerpunkte seiner wissenschaftlichen Arbeit sind die Gastroenterologie, Stoffwechselerkrankungen und die Endokrinologie. Er hat nachgewiesen,
dass Bluthochdruck mit einer zu hohen Konzentration an Insulin einhergeht. Diese Erkenntnis sei Basis dafür, dass Zuckerkrankheit, Übergewicht und Fettstoffwechselstörungen heute im Zusammenhang mit Bluthochdruck betrachtet würden. Im Jahr 2000 trat er in den Ruhestand.
Sein wissenschaftlicher Beitrag umfasst 45 Aufsätze in Fachzeitschriften. Das Buch Diät bei Zuckerkrankheit erschien in mehr als 40 Auflagen und wurde in mehrere Sprachen übersetzt. Seit 1977 ist er Mitherausgeber der Medizinischen Klinik, den Organ der Deutschen Gesellschaft für Innere Medizin (DGIM).   
1985 war er Gründungsmitglied der Deutschen Diabetes-Stiftung (DDS) und gehörte bis März 2006 als Schatzmeister dem Vorstand an. Bei seinem Ausscheiden aus dem Amt wurde er zum Ehrenmitglied der Stiftung ernannt. Darüber hinaus war als Prüfer für Fachärzte bei der Bayerischen Landesärztekammer tätig.

## Ehrungen
- Ehrenmitglied der Deutschen Diabetes-Stiftung[1] (2006)
- Bundesverdienstkreuz am Bande (11. März 2008)[2]
- München leuchtet

## Schriften
- Die quantitative Bestimmung freier Aminosäuren des Blutplasmas mit Hilfe eines papierchromatographischen Verfahrens, Schubert, München 1960 DNB 480988811 (Dissertation an der Universität München, Medizinische Fakultät, 25. Oktober 1960).
- Diät bei Zuckerkrankheit Rezeptteil von Brigitte Zöllner und Veronika Gross, Falken, Niedernhausen im Taunus 1994 (Erstausgabe 1976), ISBN 3-8068-3206-4 (= Diät heute; Band 6).
Übersetzungen
  - ins Holländische: Dieet voor suikerziekten, Aartselaar; Harderwijk: Deltas, 1990.
  - ins Polnische: Dieta dla cukrzyków, Warschau: Wydawn. J & BF, 1997.